# Ryan Slattery
Ryan Paul Slattery (* 11. September 1982 in Ventura, Kalifornien) ist ein US-amerikanischer Schauspieler, Drehbuchautor, Filmproduzent und -regisseur.

## Leben
Slattery wurde in Ventura, Kalifornien als Sohn eines Mitglieds der Streitkräfte der Vereinigten Staaten, der auf der Naval Air Station Point Mugu stationiert war, geboren. In Phoenix, Arizona ging er zur High School, spielte dort Theater und Baseball.
Er schloss an der Harvard University mit einem Bachelor in Dramatic Arts and Film Studies und 2011 an der UCLA mit einem Master of Fine Arts im UCLA Producers Program ab.
Bekannt wurde Slattery als Schauspieler in Film- und Fernsehproduktionen wie Plötzlich verliebt, The Jersey, The District – Einsatz in Washington, American Dreams, JAG – Im Auftrag der Ehre und Undressed – Wer mit wem?.
2005 war er bei den 26. Young Artist Awards für seine Rolle Peter in dem Film Plötzlich verliebt in der Kategorie Beste Darstellung in einem Spielfilm – Ensemble Cast nominiert.
Im Januar 2012 hatten der von ihm produzierten Kurzfilm Spielzeit Premiere. Spielzeit war beim Sundance Film Festival in Park City, Utah für den besten internationalen Kurzfilm nominiert.

## Filmografie

### Schauspiel
- 1993: American Karate Tiger (Showdown)
- 1993: NickAmerica (Fernsehfilm)
- 1999: Die Braut, die sich nicht traut (Runaway Bride)
- 2000: Cecil B. (Cecil B. Demented)
- 2000: Helden aus der zweiten Reihe (The Replacements)
- 2000: The Corner (Miniserie)
- 2000: Blair Witch 2 (Book of Shadows: Blair Witch 2)
- 2001: Undressed – Wer mit wem? (Undressed, Fernsehserie von MTV)
- 2002: JAG – Im Auftrag der Ehre (JAG, Fernsehserie)
- 2002: American Dreams (Fernsehserie)
- 2002: The Jersey (Fernsehserie)
- 2003: Salt (Kurzfilm)
- 2004: The District – Einsatz in Washington (The District, Fernsehserie)
- 2004: Plötzlich verliebt (Sleepover)
- 2007: SuperPower (Kurzfilm)

### Produktion
- 2010: At Ease (auch Regie und Drehbuch)
- 2012: People on Sunday 2010
- 2012: Spielzeit